# إيميروفيغلي

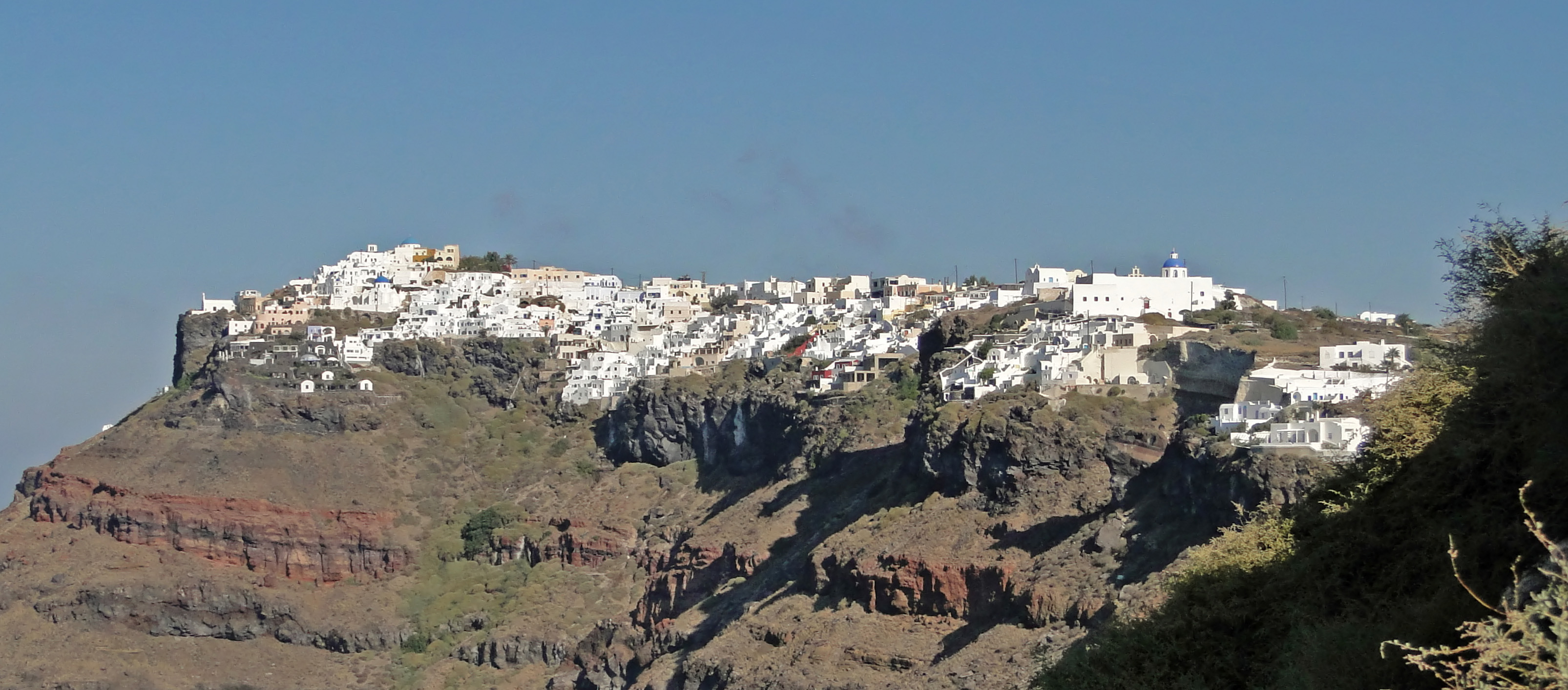
إيميروفيغلي كما هي من فيرا

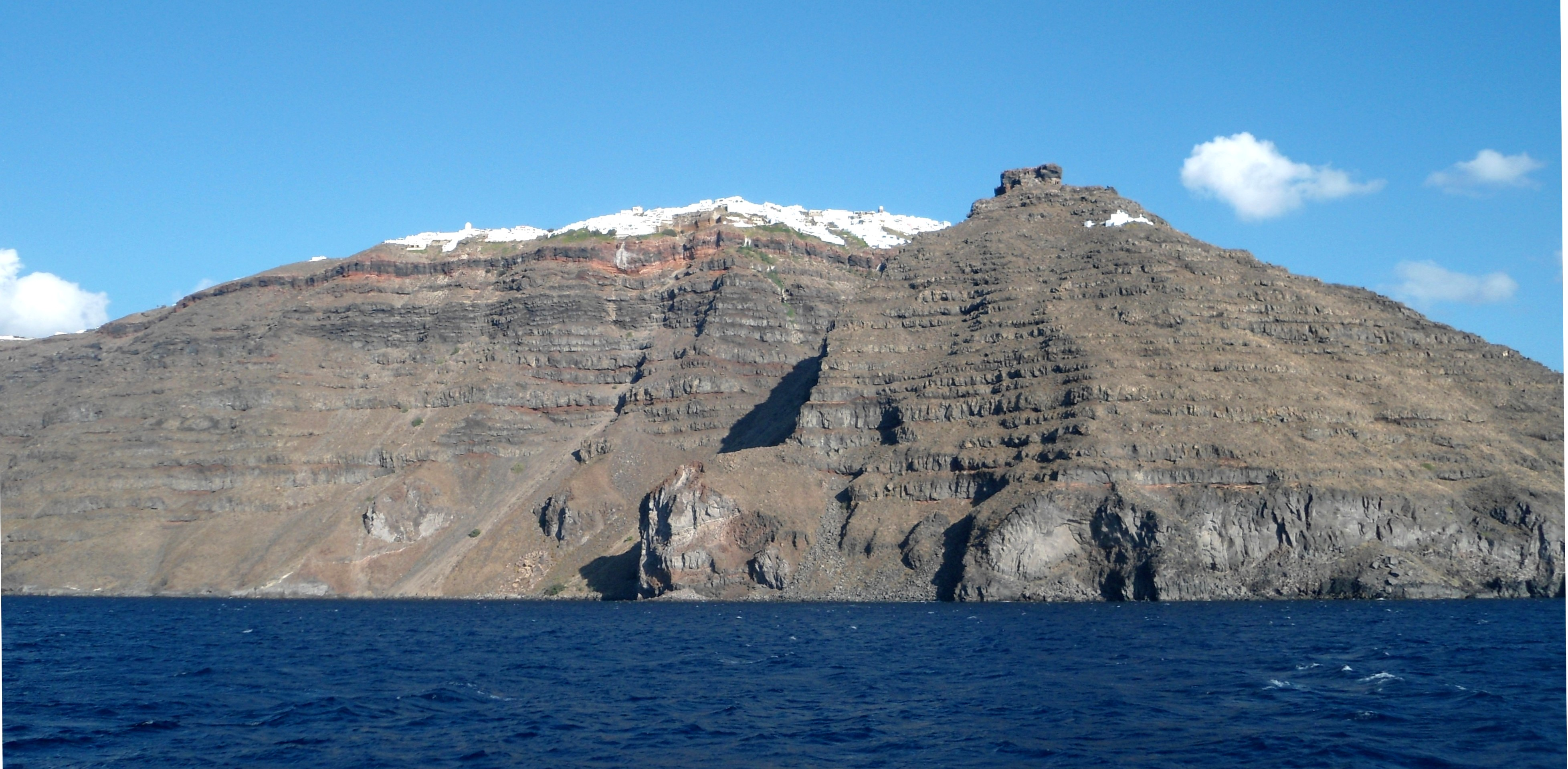
إيميروفيغلي وحجارة الساكروز

إيميروفيغلي هي قرية على جزيرة سانتوريني، اليونان، وهي تقع بالقرب من شمال عاصمة الجزيرة فيرا. تشتهر إيميروفيغلي بروعة مناظر غروب الشمس فيها، ولذلك فهي تسمى «شرفة بحر إيجة». منازلها مبنية على شكل مدرج حول كالديرا، ويمكن الوصول إليها عبر طرق معبدة ضيقة.
تحتوي إيميروفيغلي على كناس صنعت على نمط عمارة  كيكلادس. والأبرز من هذه الكنائس هي أي-ستراتيس، وهي تقع في قلب القرية، وأيضاً دير القديس نيكولاوس وهي تقع على الطريق الواصلة بين إيميروفيغلي و فيرا. ويوجد هنالك أيضاً موقع شائع في إيميروفيغلي يدعى ساكروز، وهي بقايا قلعة بندقية بُنيت في عام 1207م بواسطة ماركو سانودو وهو كان حاكم لكل السيكلاديز في ذلك الوقت
يقطن إيميروفيغلي 470 نسمة فقط كسكان دائمين.